# 1-я Краснофлотская улица (Павловск)
1-я Краснофло́тская улица — улица в городе Павловске (Пушкинский район Санкт-Петербурга). Проходит от Звериницкой улицы и улицы Девятого Января до Садовой улицы.
Первоначальное название — 1-я улица Матро́сской Слободы́. Оно известно с 1837 года. Дано по Матросской слободе, по которой проходила. В слободе жили представители инвалидной команды матросов, нёсшие хозяйственную и сторожевую службу. Существовали также 2-я улица (ныне 2-я Краснофлотская улица) и 3-я улица (улица Профессора Молчанова).
В 1850-х годах улица стала 1-й Матро́сской.
Примерно в 1918 году улицу переименовали в 1-ю Краснофлотскую, поскольку тогда же в стране ввели звание краснофлотца вместо матросов.

## Перекрёстки
- Звериницкая улица / улица Девятого Января (фактически два разных перекрёстка, но юридически один)
- Краснофлотский переулок (перекрёсток с дорогой-кольцом, который планируется назвать площадью Академика Рыкачёва[2])
- Партизанский переулок
- Садовая улица